# The Dangerous Case of Donald Trump
The Dangerous Case of Donald Trump är en antologi från 2017, redigerad av Bandy X. Lee, en amerikansk rättspsykiater, med bidrag från 27 psykiatrer, psykologer och andra yrkesverksamma inom psykisk ohälsa. Författarna resonerar kring Donald Trumps mentala hälsa och disposition och huruvida denna hälsa (eller ohälsa) i sin tur kan innebära en fara för landet och för demokratin, vilket författarna kort sagt menar.